# Лудвиг фон Бентхайм-Щайнфурт
Лудвиг Вилхелм Гелдрикус Ернст фон Бентхайм-Щайнфурт (на немски: Ludwig Wilhelm Geldricus Ernst zu Bentheim und Steinfurt; * 1 октомври 1756,Бургщайнфурт; † 20 август 1817, Бургщайнфурт) е имперски граф на Бентхайм и Щайнфурт и от 1817 г. княз на Бентхайм-Щайнфурт.

## Произход и наследство
Той е вторият син на граф Карл Паул Ернст фон Бентхайм-Щайнфурт (1729 – 1780) и съпругата му принцеса Шарлота София фон Насау-Зиген (1729 – 1759), дъщеря на принц Фридрих Фридрих Вилхелм II фон Насау-Зиген.
Понеже брат му Карл (* 13 февруари 1753; † 5 септември 1772) умира преди баща им, през 1780 г. Лудвиг става негов наследник като граф на Щайнфурт. На 21 януари 1817 г. пруският крал Фридрих Вилхелм III издига фамилията Бентхайм-Щайнфурт на князе.

## Фамилия
Лудвиг се жени на 26 юли 1763 г. в Глюксбург за принцеса Юлиана Вилхелмина фон Шлезвиг-Холщайн-Зондербург-Глюксбург (* 30 юли 1754; † 13 септември 1823), дъщеря на херцог Фридрих фон Шлезвиг-Холщайн-Зондербург-Глюксбург (1701 – 1766) и графиня Хенриета Августа фон Липе-Детмолд (1725 – 1777). Двмата имат децата:
- Хенриета София (* 10 юни 1777; † 8 декември 1851), омъжена 1802 г. за княз Карл Лудвиг Август фон Золмс-Хоензолмс-Лих (1762 – 1807), син на граф и по-късен княз Карл Христиан фон Золмс-Хоензолмс-Лих (1725 – 1803)
- Кристиан (1778 – 1789)
- Шарлота Амалия (1779 – 1780)
- Алексий Фридрих (* 20 януари 1781; † 3 ноември 1866), княз на Бентхайм-Щайнфурт, женен 1811 г. за графиня Вилхелмина фон Золмс-Браунфелс (1793 – 1865), дъщеря на княз Вилхелм Христиан Карл фон Золмс-Браунфелс (1759 – 1837)
- Фридрих Вилхелм Белгикус (* 17 април 1782, Глюксбург; † 12 октомври 1839, Вилафранка), австрийски фелдмаршал-лейтенант
- Лудвиг Казимир Хайнрих Вилхелм Клеменс (* 26 ноември 1787; † 4 февруари 1876)
- Шарлота Елеанора Поликсена Каролина (* 5 май 1789; † 6 януари 1874)
- Карл Франц Евгений (* 28 март 1791; † 4 декември 1871)
- София Поликсена Каролина (* 16 януари 1794, Бургщайнфурт; † 6 май 1873, дворец Аугустенау, Херлесхаузен), омъжена на 10 септември 1823 г. в замък Бургщайнфурт за ландграф Карл фо Хесен-Филипстал-Бархфелд (1784 – 1854), син на ландграф Адолф фон Хесен-Филипстал-Бархфелд (1743 – 1803)